# Bonding (Psychotherapie)
Die Bonding-Psychotherapie (früher: New Identity Process oder NIP) ist ein therapeutisches Konzept, das Dan Casriel, Psychiater und Analytiker, aufgrund eines Auftrags des Staates New York für die Arbeit mit schwer Drogenabhängigen in den 1960er Jahren begründete. Heute wird Bonding als Gruppentherapie bei vielen psychischen Störungen eingesetzt.

## Entwicklung
In Deutschland bekannt wurden Dan Casriel und sein Konzept in den 1970er Jahren durch die Zusammenarbeit mit dem damaligen Chefarzt der Psychosomatischen Klinik Bad Herrenalb, Walther H. Lechler. Seit dieser Zeit arbeiten mehrere psychosomatische Kliniken und niedergelassene Psychotherapeuten in Deutschland, den Niederlanden, in Belgien, Italien, Schweden, Frankreich und in den USA mit dieser Methode. In den letzten Jahren wurde sie von Konrad Stauss, ehemaliger Chefarzt der Psychosomatischen Klinik Bad Grönenbach, auf der Grundlage der Konsistenztheorie von Grawe, der Bindungstheorie, der modernen Hirnforschung und des Prozess-Erfahrungsansatzes von Greenberg (1984) und Elliot (1999) in modernen psychologischen Begriffen beschrieben.

## Therapiekonzept
Im Mittelpunkt dieses prozess- und erfahrungsorientierten Therapieansatzes steht die Befriedigung der lebensnotwendigen und neurobiologisch verankerten psychosozialen Grundbedürfnisse nach körperlicher Nähe (Bonding) und emotionaler Offenheit, Bindung, Autonomie, Selbstwert, nach körperlichem Wohlbehagen, nach Lust- und Lebenssinn. Im Bonding-Prozess, das heißt in der von Casriel so bezeichneten „Erfahrung von emotionaler Offenheit“, verbunden mit körperlicher Nähe zu einem anderen Menschen, sollen die Verletzungen innerhalb der Bindungen zu Eltern, Geschwistern und anderen prägenden Bindungspersonen aktiviert und die damit verbundenen Gefühle, negativen Einstellungen, körperlichen Blockierungen und zerstörerischen Verhaltensmuster durchgearbeitet werden.
Verletzende Erfahrungen (Gewalt, Missachtung, fehlende Geborgenheit, Nähe und Liebe) erzeugen Schmerz, Wut und Angst und führen zu dysfunktionalen Einstellungen („Keiner mag mich“). Damit verbunden ist oft, dass Primärgefühle (Angst, Wut, Schmerz, Freude, Liebe) nicht mehr richtig ausgedrückt werden können. Auch die damit verbundenen Bedürfnisse können dann oft nicht mehr geäußert werden.
Einstellungen gegenüber den eigenen Gefühlen entstehen während der Lern- und Sozialisationsgeschichte. Dysfunktional wird diese Einstellung durch Sätze wie „ein Junge weint nicht“, „das tut ein anständiges Mädchen nicht“, „sei nicht so laut“, „sei nett“ usw. Die Menschen haben gelernt, dass das Ausdrücken starker Gefühle einen hohen sozialen Preis hat. Beispielsweise ist der Ausdruck von Wut oder Zorn bei vielen Menschen durch negative Einstellungen und Überzeugungen gehemmt. „Wenn ich meinen Zorn zeige, werde ich zum Problem / bin ich nicht zumutbar / werde ich verlassen, etc.“
Ein wirkungsvoll-angemessener Ausdruck von Zorn, der ja dem Schutz und der Abgrenzung dient, wurde einfach nie gelernt. Stattdessen wurde Zorn mit Zerstörung assoziiert. Im Säugetierreich dient Zorn jedoch sehr häufig in erster Linie der Abschreckung durch das nachhaltige Verdeutlichen von Grenzen, erst in zweiter Linie dem destruktiven Angriff.
Negative Einstellungen in Bezug auf den eigenen Gefühlsausdruck führen dazu, dass anstelle von 'Primärgefühlen' sogenannte 'Ersatzgefühle' ausgedrückt werden, zum Beispiel anstelle von tiefem Zorn – Gehässigkeit, anstelle von sprudelnder Freude – seichte Nettigkeit, anstelle von tiefem seelischen Schmerz – klagende Weinerlichkeit im eingerichteten eigenen Elend. Typische dysfunktionale Einstellungen, die primären Gefühlsausdruck verhindern, sind beispielsweise: „Gefühle zu zeigen ist so peinlich wie öffentliches Pinkeln“, „Wenn ich meinen Schmerz wirklich zulasse, werde ich mich auflösen“, „Wenn ich meine Wut wirklich zulasse, drehe ich durch und zerstöre hier alles und jeden“, „Wenn ich meine Freude direkt und laut auslebe, wenden sich alle peinlich berührt von mir ab und ich bleibe allein.“
Der Teufelskreis von Beziehungssehnsucht, gehemmtem oder dysfunktionalem Bedürfnisausdruck, daraus folgender Beziehungsenttäuschung und anschließender Beziehungsvermeidung soll auf tiefster Ebene körperlich, emotional und sprachlich in der Therapiegruppe nachvollziehbar gemacht und unterbrochen werden.

## Methode
Praktisch besteht die Therapie aus einer Folge von Bonding-Arbeit und der Arbeit in der Einstellungsgruppe. Sie ist meist eingebettet in eine Therapeutische Gemeinschaft und begleitende oder anschließende Einzel- oder Gruppentherapie.

### Bonding auf der Matte
Casriel-Therapie wird meist in größeren Gruppen paarweise unter Anleitung und Unterstützung durch mehrere Therapeuten durchgeführt. Nach einer Einführung durch den Leiter und eventueller „Aufwärmphase“ wählen sich die Partner. Ein Partner arbeitet, der andere begleitet. Der Arbeitende legt sich auf einer Matte auf den Rücken, der Begleiter legt sich auf ihn, so dass ein Maximum an Körperkontakt entsteht. Der unten Liegende umarmt den Begleiter und beginnt dann damit, seine Empfindungen und Gefühle wahrzunehmen. Er benennt aufsteigende Gefühle möglichst unzensiert (zum Beispiel „Ich habe Angst“). Der Begleiter greift in diesen Prozess nicht ein, sondern ist lediglich „Zeuge“. Eventuell wird der Klient durch Fragen oder Vorschläge des Therapeuten unterstützt, zum Beispiel durch den Vorschlag, das benannte Gefühl immer lauter auszusprechen. Der Klient drückt sein Gefühl immer lauter aus (zum Beispiel „Ich habe Angst. – Ich habe ANGST! – SCHEISS ANGST!“), bis er ganz von diesem Gefühl erfüllt ist und/oder das Gefühl verschwindet und einem anderen Gefühl Raum gibt. Der Therapeut könnte in dem beschriebenen Prozessausschnitt den Vorschlag machen, die im lauten Gefühlsausdruck „Scheiß Angst!“ entstandene wütende und kraftvolle Komponente zu verstärken, indem er beispielsweise den Klienten anregt, zu schreien: „MEINE ANGST IST MEINE KRAFT!“.
Diese neue Einstellung zur eigenen, bisher eventuell ausschließlich als lähmend erlebten Angst, kann innerhalb einer Einstellungsgruppe reflektiert und weiter verstärkt werden.
Während des gesamten Bondingprozesses macht der Klient die positive Erfahrung, dass der Bondingpartner im engen Kontakt bleibt, obwohl der Klient sich erlaubt Dinge auszusprechen und zu erleben, die er bisher als hoch problematisch und evtl. inakzeptabel vermieden hat.
Ein typischer Gefühlsverlauf kann von Angst – über Wut, Schuld, Schmerz, Trauer – zu Freude, Glück und zärtlich liebevoll erotischen Gefühlen führen. Solche Verläufe können sich mehrfach wiederholen. Eine Sitzung dauert etwa zwei bis vier Stunden und die Partner wechseln sich nach der Halbzeit ab.
Andere Formen neben der klassischen „Sandwichposition“ sind beispielsweise das sog. „Holding“, Augenbonding (bei dem man sich gegenübersteht oder -sitzt, sich an den Händen hält und in die Augen schaut), Umarmung im Stehen, Bonding nebeneinander zu dritt (ein Arbeitender in der Mitte, je ein Begleiter neben ihm).

### Einstellungsgruppe
In der anschließenden oder gleichzeitig ablaufenden Einstellungsgruppe werden neue positive Einstellungen in Bezug auf den im Bonding-Prozess erfahrenen eigenen Gefühls- und Bedürfnisausdruck erarbeitet. Sie sollen als bisher abgewehrte Teile der eigenen Identität integriert werden. Der Ausdruck der Bedürfnisse nach zwischenmenschlichem Kontakt, so wie es der sozialen und heutigen biografischen Realität angemessen ist, werden zum Beispiel mittels Einstellungssätzen verstärkt.
Klassische Einstellungssätze sind beispielsweise „Meine Angst ist meine Kraft“, „Ich bin berechtigt.“, „Ich brauche und nehme eure Nähe.“.
Ob mit wechselseitigem Halten (Bonding), mit anderen körpertherapeutischen Techniken oder im Rahmen der Einstellungsgruppe gearbeitet wird, hängt von der Integrationsfähigkeit des einzelnen Klienten ab.

### Transfer und begleitende Therapie
Bonding-Therapie findet oft im Rahmen einer therapeutischen Gemeinschaft statt, beispielsweise in einer Psychosomatischen Klinik. Dort können die Erfahrungen aus dem Bonding und die neu gewonnenen Einstellungen umgesetzt und in den Alltag integriert werden. Auch bei beispielsweise Trauma-Patienten auftretenden tiefen Gefühlsausbrüchen finden die Patienten anschließend in der Gemeinschaft den notwendigen liebevollen Halt. Gleiches gilt für die gemeinsame Arbeit in mehrtägigen Workshops und Therapiegruppen.
Sind diese Möglichkeiten nicht gegeben, erfordert Bonding-Therapie eine begleitende Einzel- oder Gruppentherapie, damit der Patient seine emotionalen Erfahrungen und neuen Einstellungen in guter Weise verarbeiten und in sein Leben integrieren kann. Dan Casriel erwähnt in seinen Veröffentlichungen, dass viele Patienten („nicht alle“) nach einer Bonding-Therapie eine Einzeltherapie brauchen. Für schwer traumatisierte Patienten und für Patienten mit schwerer Angststörung oder Borderline-Patienten ist eine begleitende Psychotherapie notwendig. Nur so können sie die tiefen Gefühlserfahrungen verarbeiten.

### Weiterentwicklung der Methode
Verschiedene Bonding-Therapeuten haben das Bonding weiterentwickelt und es wird seit langem mit anderen Therapieformen wie Psychodrama, Gestalt-Therapie, Transaktionsanalyse und analytischer Therapie kombiniert.

## Kontraindikation
Als Bestandteil der Therapie einer Borderline-Persönlichkeitsstörung wird Bonding von einigen wichtigen Vertretern der Bonding-Therapie mittlerweile als kontraindiziert angesehen. Es kann möglicherweise zu einer Aufspaltung der Persönlichkeit führen:
Während ein Teil des Patienten sich expressiv verhält, schreit und fühlt, erstarren andere Teile der Persönlichkeit. Sie verkriechen sich, passen sich nun erst recht an ein falsches Selbst an und betreiben dort ein Krisenmanagement.
Ähnliches gilt für Panikstörungen und bei Traumapatienten. Insbesondere nach sexuellem Missbrauch befürchten Kritiker, dass es durch die starke körperliche Nähe zu retraumatisierenden Flashbacks kommen kann, weshalb hier besondere therapeutische Erfahrung, ein besonders stützendes und Geborgenheit spendendes Setting und gegebenenfalls eine Modifizierung der „klassischen“ Mattenarbeit innerhalb der Bondingpsychotherapie durch den Therapeuten notwendig ist.
Weitere Kontraindikationen sind Schwangerschaft und schizophrene Psychosen.

## Kritik
Aus psychoanalytischer Sicht ist der Hauptkritikpunkt am Bonding, dass unklar sei, wie die intensiven Gefühlserlebnisse auf der Matte in den Alltag bzw. in weitere therapeutische Arbeit integriert werden können. Die Aufarbeitung des Erlebten geschehe meist rituell-kollektiv, ohne die Möglichkeit, auf einzelne Lebensgeschichten differenziert einzugehen.